# ゴーマニズム宣言スペシャル・天皇論
『ゴーマニズム宣言スペシャル・天皇論』（ゴーマニズムせんげんスペシャル・てんのうろん）は、小林よしのりによる日本の漫画作品。『SAPIO』（小学館）にて2009年1月5日号より10回にわたって連載された。2009年6月4日、小学館より描き下ろしを加えた単行本が全1巻発売されている。続編に『ゴーマニズム宣言スペシャル・昭和天皇論』、『ゴーマニズム宣言SPECIAL 新天皇論』がある。2014年11月6日には書き下ろしを加えて文庫化された。2017年2月27日には増補改訂版『ゴーマニズム宣言スペシャル・天皇論 平成29年』が発売された。

## 概要
天皇の歴史や宮中祭祀など、主に天皇・皇室の伝統に関する内容を取り上げている。日本国憲法の国民主権の規定が天皇を貶めていると指摘し、国民主権に警鐘をならしている。また天皇を中国の皇帝や欧州の王と異なった祭祀王としての側面を描いている。天皇と民衆との関わりの歴史も描いている。
皇位・皇統の継承については、古代における雄略天皇や武烈天皇を例を挙げ、人格・徳治主義は別問題だと触れる一方、南北朝の評価については、儒教に立脚した王道・徳治主義、それも朱子学を旨としていた南朝を正統としている。南朝正統論に関しては小林と沖縄論を巡って対立する佐藤優と立場を同じくする。
また、皇位継承問題に関して、神話における天照大神が皇祖神・女性神であることや皇后のおことばから、女系天皇も容認する姿勢を明らかにしており、これについては読者からは賛否両論があった。

## 書誌情報
- 『ゴーマニズム宣言SPECIAL 天皇論』小学館、2009年6月4日。ISBN 978-4-09-389715-0。